# Тазино
Та́зино (рос. Тазино, ерз. Тазино) — село у складі Беликоберезниківського району Мордовії, Росія. Входить до складу Шугуровського сільського поселення.

## Населення
Населення — 328 осіб (2010; 353 у 2002).
Національний склад (станом на 2002 рік):
- росіяни — 89 %